# Rifamicina-B ossidasi
La rifamicina-B ossidasi è un enzima appartenente alla classe delle ossidoreduttasi, che catalizza la seguente reazione:
rifamicina B + O2 ⇄ rifamicina O + H2O2
Agisce anche sul benzene-1,4-diolo (detto idrochinone) e, più lentamente, su altri p-idrochinoni. Non è identica alla catecolo ossidasi numero EC 1.10.3.1, alla laccasi numero EC 1.10.3.2, all'o-aminofenolo ossidasi numero EC 1.10.3.4, o alla 3-idrossiantranilato ossidasi numero EC 1.10.3.5.